# فرنسيس غليسون
فرنسيس غليسون (بالإنجليزية: Francis Gleeson)‏ هو سياسي أمريكي، ولد في 25 نوفمبر 1937 في فيلادلفيا في الولايات المتحدة، وتوفي في 17 فبراير 2015. حزبياً، نشط في الحزب الديمقراطي. وقد انتخب عضو مجلس نواب بنسيلفانيا.